# Пластина (конструкція)

Прямокутна пластина (h — товщина пластини)

Пласти́на (англ. plate) — об'єкт, обмежений двома площинами, відстань між якими (товщина) є значно меншою від інших його розмірів. У тому ж значенні, що і термін «пластина» також використовується термін «пластинка». З геометричної точки зору пластина може розглядатись як частковий випадок оболонки з радіусами кривини, які за величиною прямують до нескінченності.

## Типи
Пластина — термін, що використовується у будівельній механіці для опису розрахункової схеми з врахуванням особливостей геометрії тіла. У випадку, коли один з розмірів тіла у декартовій системі координат значно відрізняється від двох інших, для спрощення розрахунку на міцність, жорсткість та стійкість реальна тривимірна конструкція може замінятись її розрахунковою схемою. Для пластин такою розрахунковою схемою є двовимірне плоске тіло, переміщення якого визначаються переміщеннями плоскої поверхні, яка є рівновіддаленою від поверхонь пластинки. Ця площина називається срединною площиною. При згинанні пластинки срединна площина перетворюється у вигнуту поверхню. Лінія перетину бокової поверхні пластинки із срединною площиною називається контуром пластинки. Наукова дисципліна, що розглядає теоретичні основи розрахунку пластин в умовах навантажень називається теорією пластин і оболонок.
Використані при означенні пластини поняття «значно менша» чи «значно відрізняється» не є достатньо визначеними. Залежно від особливостей навантаження пластини приймаються різні граничні співвідношення між товщиною та іншими розмірами пластини. Надійною умовою того, що будівельний об'єкт може розглядатись як пластина, є порівняння результатів розрахунку двома методами: як пластини і як плоского тривимірного тіла. Орієнтовно приймається умова, що для пластини її товщина є меншою за інші розміри не менше ніж у 5 разів. Тонка пластина, у якої максимальний прогин під дією поперечного навантаження перевищує чверть її товщини, називається гнучкою пластиною.
Пластина, що сприймає поперечне навантаження зазнаючи згину з власної площини, називається плитою. При розрахунку плити зазвичай використовуються два допущення: перше — приймається, що прямолінійні елементи, нормальні до срединної площини, залишаються після деформації прямими, нормальними до здеформованої срединної поверхні (гіпотеза прямих нормалей); друге — вважається, що пластинка є нестискуваною по товщині. Ці допущення дозволяють виразити переміщення усіх точок плити через поперечні переміщення срединної площини. Розрахунок пластин з використанням цих допущень становить основу технічної теорії згинання плит. Деформований стан плити, при якому серединна площина переходить у циліндричну поверхню, називається циліндричним згином, а така плита — балковою плитою.
Вертикально розташована пластинка, що перебуває в умовах плоского напруженого стану, називається стінкою або балкою-стінкою. Тонкі стінки за дії зовнішніх навантажень, прикладених паралельно до срединної поверхні, можуть втрачати місцеву стійкість. При перевірці стійкості тонких стінок, як і при розрахунку плит, використовується гіпотеза прямих нормалей.
Пластинки за конструкцією можуть бути одношаровими і багатошаровими (з двох і більше шарів). Пластинка, що має ребра, розташовані із сталим кроком в одному або двох напрямах, називається ребристою пластинкою. За наявності п'яти і більше ребер у кожному напрямі пластинка може розраховуватись як анізотропна конструкція. Ребриста прямокутна пластинка, ребра якої є паралельними до її сторін, називається ортотропною пластинкою.

## Вивчення
Першим, хто започаткував розроблення теорії згинання й коливання пластин був Якоб Бернуллі молодший (1759–1789), який у 1789 році отримав диференціальне рівняння коливання пластини, розглядаючи її як систему струн, натягнутих у двох взаємно перпендикулярних напрямах. Диференціальне рівняння зігнутої серединної поверхні пластини вперше було опубліковане Софі Жермен у 1816 році. У 1828 році Оґюстен-Луї Коші (1789–1857), а згодом у 1829 Сімеон-Дені Пуассон (1781–1840) використали для розв'язування задачі про згинання пластин рівняння теорії пружності.
Густав Роберт Кірхгоф (1824—1887), німецький фізик, відомий своїми роботами з теорії розрахунку електричних кіл та деформації твердих тіл, у 1850 році розробив теорію згинання пластин. Запропонована ним теорія ґрунтується на двох припущеннях, що суттєво спрощують розрахунок: гіпотезі прямих нормалей і допущенні про нестискуваність матеріалу пластини по товщині. Ця теорія, що є розширенням принципів теорії балки Ейлера-Бернуллі на випадок пластин, згодом була розвинена англійським математиком А. Е. Г. Лавом (англ. Augustus Edward Hough Love; 1863—1940) на випадки коливань та деформацій пружних оболонок.
Корабельний інженер І. Г. Бубнов запропонував метод інтегрування диференціальних рівнянь при вирішенні крайових задач. Цей метод І. Г. Бубнов використав у 1902 році для розрахунку пластин, що працюють у системі корпуса корабля. Б. Г. Гальоркін, мабуть незалежно від І. Г. Бубнова, запропонував схожий метод інтегрування диференціальних рівнянь, який набув значного поширення для розрахунку прямокутних пластин при різних схемах навантаження і закріплення пластин. Метод отримав в технічній літературі назву «метод Бубнова-Гальоркіна».
Сучасні методи розрахунку пластин ґрунтуються на використанні методу скінченних елементів.

## Застосування
Пластина може бути самостійною конструкцією або входити у склад пластинчастої системи. Окремі пластинки застосовують у будівництві у вигляді стінових панелей, балок-стінок, плит і панелей перекриттів і покриттів, фундаментних плит тощо.
Горизонтальні і вертикальні пластинки, що сполучені між собою в'язями, утворюють несучу систему, яку стосовно до будівель називають стіновою системою.
Похило розташовані пластинки можуть утворювати прогонові несучі конструкції. Система з прямокутних похилих пластинок, срединна поверхня яких розгортається на площину, називається складкою. Система з рівносторонніх трикутних або трепецієдальних пластинок, сполучених сторонами однакової довжини, називається шатровим покриттям або шатром.